# 水郷小見川少年自然の家

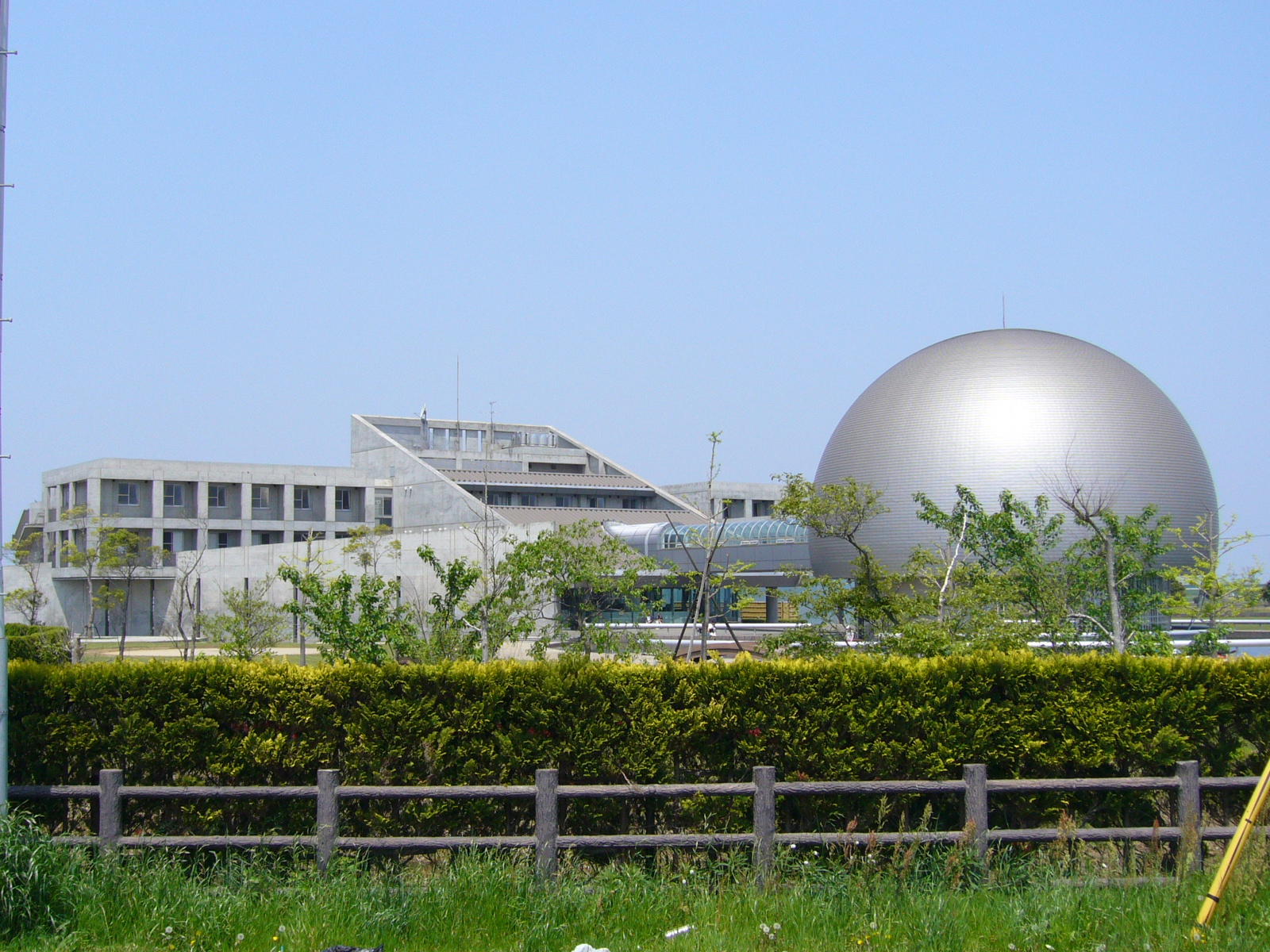
水郷小見川少年自然の家

千葉県立水郷小見川少年自然の家（ちばけんりつ すいごうおみがわしょうねんしぜんのいえ）は、千葉県香取市小見川の黒部川に隣接する少年自然の家である。
黒部川に隣接し、利根川にも近い水郷の地に、様々な体験を通じて健全で創造力豊かな少年の育成を目的にして1997年（平成9年）に千葉県によって建設された施設。2011年（平成23年）4月1日 - 2016年（平成28年）3月31日の指定管理者は小学館集英社プロダクショングループ。
2016年（平成28年）4月1日～の指定管理者は、小見川フィールズパートナーズ（特定非営利活動法人 国際自然大学校・株式会社東急コミュニティー）
活動プログラムを持つ10名以上のグループ、子どもを含む4名以上の家族が利用できる。自然の家の主催でプラネタリウム公開やカヌー教室なども開催され参加することができる。

## 施設
- ミニハーバー
  - カヌー練習
- 体育館
  - ミニバスケットボール、バレーボール、卓球、ソフトバレーボール、バドミントン、ボッチャ、長縄跳び、フォークダンス、キャンドルファイヤー、講演、コンサート、演劇
- キャンプサイト
  - 炊さん場、テント泊、キャンプファイヤー
- わんぱくフィールド
  - キャンプファイヤー、軽スポーツ、グラウンドゴルフ、フライングディスクゴルフ
- プラネタリウム
  - プラネタリウム鑑賞、映画鑑賞、講演
- 本館
  - 和室、創作室（七宝焼、木工作、紙工作等）、宿泊室、浴室、食堂、研修室

## 周辺
- 小見川スポーツ・コミュニティセンター
- 香取市小見川Ｂ＆Ｇ海洋センター
- 城山公園
- 大利根サイクリングロード
- 香取神宮
- 佐原の町並み
- 橘ふれあい公園
- 道の駅くりもと

## 所在地等
- 千葉県香取市小見川5249
- JR小見川駅から2km